# فرودگاه شهرستان اکوماک
فرودگاه شهرستان اکوماک (به انگلیسی: Accomack County Airport) یک فرودگاه همگانی بهره‌برداری هوایی با کد یاتا MFV است که یک باند فرود آسفالت دارد و طول باند آن ۱۵۲۴ متر است. این فرودگاه در کشور ایالات متحده آمریکا قرار دارد و در ارتفاع ۱۴ متری از سطح دریا واقع شده‌است.